# Ekai Lersundi
Ekai Lersundi Martínez (Ondarroa, 13 de octubre de 2001 - Ondarroa, 15 de febrero de 2018) fue un adolescente trans, activista y referente del movimiento LGTBI+ español, que se suicidó a la edad de 16 años mientras se encontraba a la espera de tratamiento hormonal.

## Biografía
A partir de los 3 años, la familia comenzó a recibir informes de los educadores, acerca de una supuesta inmadurez y dificultades de aprendizaje, que posteriormente fueron identificadas como dislexia y discalculia. También que, pese a sus dificultades, ponía gran empeño en el estudio. En la educación secundaria las dificultades se acentuaron, y comenzó a desarrollar un carácter retraído.
A pesar de haber mencionado a sus padres alguna vez que "quisiera ser niño", no le dieron mayor importancia. Pero al comprar ropa o al cortarse el pelo, la tendencia era más acusada. En 2017, Lersundi declaró ante sus padres que era un chico. Éstos le ofrecieron su apoyo, y se pusieron en contacto con la asociación Chrysallis, de familias en similar situación. En ese momento, con ayuda de su madre, Ekai escogió el nombre que adoptaría ante su nueva identidad. También notificó a sus amistades y conocidos su decisión, entre los cuales obtuvo también gran apoyo. El próximo paso consistió en notificar la situación en su instituto y sistema sanitario; cosa que fue más dificultosa, dado que no contaban con experiencia en casos similares.
Aficionado a la escritura, proyectaba realizar el Bachillerato en Artes en el Instituto de Durango (Vizcaya), para después cursar Comunicación Audiovisual en la Universidad. También mostraba interés por la fotografía y la cultura japonesa.

### Activismo y suicidio
Desde el primer momento contó con el respaldo de su familia, y reivindicó su identidad de género, hasta el punto de exponer su caso ante diversos medios de comunicación.  Ekai también impulsó sesiones formativas para el profesorado y alumnado de su Instituto; sesiones que recibieron el visto bueno del Gobierno Vasco en febrero de 2017, aunque Lersundi no llegó a verlas. Superando su carácter tímido, consiguió que sus compañeros de estudios y profesores dejaran de usar su nombre de nacimiento, y adoptaran su nuevo nombre Ekai.
Por otra parte, a pesar de que tenía opción de realizarlo en Barcelona, a modo de reivindicación Lersundi optó por solicitar su tratamiento hormonal en el Hospital de Cruces (Baracaldo, Vizcaya). En aquella época la normativa permitía este tipo de tratamiento a partir de los 16 años; pero la autorización se demoró, y Ekai comenzó a desarrollar caracteres sexuales secundarios femeninos. Así, el joven se encontró en una situación crítica, que sus padres intentaron resolver presentando una queja ante el organismo competente. No obstante, las circunstancias le sobrepasaron y, el 15 de febrero de 2018, su madre le encontró muerto en casa.

### Impacto social
La muerte de Lersundi visibilizó los casos de muchos niños transexuales en la misma situación, evidenciando la necesidad de actualizar la atención que se presta a estas personas. Entre otras cuestiones, se reivindica: que se tengan en cuenta las particularidades de cada caso (algunas personas trans no necesitan tratamiento; otras precisan tratamiento endocrinológico; otros quirúrgico...); que estas particularidades se tengan en cuenta a la hora de cambiar la mención al sexo en el DNI (en aquél momento se exigía para ello un mínimo de dos años en tratamiento hormonal); que se dejaran de considerar los procesos de transición como patologías psiquiátrico/psicológicas, agilizando el acceso al tratamiento hormonal; o que se promulgue una Ley Trans única para toda España, sustituyendo a los diferentes reglamentos imperantes en cada Comunidad Autónoma.
La asociación Chrysallis, el Municipio de Ondarroa, Save The Children y asociaciones de Psicología, Sexología y LGTBI+ ofrecieron su apoyo a la familia. El caso de Ekai Lersundi ha favorecido la difusión de un amplio movimiento para la aceptación de las personas transexuales y el desarrollo de recursos profesionales y legales para su protección.
Desde octubre de 2018, en el paseo Itsas Aurre de Ondarroa existe un monolito que homenajea a Ekai.
En 2020 se estrenó el cortometraje documental Mi pequeño gran samurái, dirigido por Arantza Ibarra, sobre la historia de Ekai y sus padres.
En febrero del 2023 la película 20.000 especies de abejas, dirigida por Estibaliz Urresola quien comenzó a escribirla a raíz del suicidio de Ekai Lersundi, fue ovacionada en la Berlinale 73.